# Stephan Krull
Stephan Krull (* 1948 in Hannover) ist ein deutscher Gewerkschafter, Politiker (erst Deutsche Kommunistische Partei, jetzt Die Linke), Autor und Herausgeber politischer Sachbücher.

## Leben und Wirken
Geboren als drittes von vier Kindern in Hannover, besuchte er eine Volksschule und später ein Gymnasium, das er nach eigenen Angaben abbrach. Er ist gelernter Schriftsetzer und war viele Jahre Mitglied der IG Druck und Papier. Er arbeitete bei Volkswagen in der Lackiererei im Werk Wolfsburg, von 1990 bis 2006 freigestellt als Betriebsrat, u. a. in der Entgeltkommission, im Bildungsausschuss und Ausschuss für partnerschaftliches Verhalten. Er war Mitglied des Vorstandes der IG-Metall-Geschäftsstelle Wolfsburg und der Tarifkommission der IG Metall für Volkswagen.
Krull war Anfang der 1970er Jahre Landesvorsitzender der Sozialistischen Deutschen Arbeiterjugend Niedersachsen. Er trat in die Deutsche Kommunistische Partei ein, später wechselte er zur Partei Die Linke. Er war im Sprecherkreis der Landesarbeitsgemeinschaft „Betrieb & Gewerkschaft“ und war Mitglied des Landesvorstandes der Linken Sachsen-Anhalt (2019 bis März 2022). Bis 2014 war er Vorstandsmitglied und Vorsitzender der Rosa-Luxemburg-Stiftung Niedersachsen. Seit 2025 gehört er dem Vorstand der Rosa-Luxemburg-Stiftung Hamburg an. In der Attac AG ArbeitFairTeilen arbeitet er seit ihrer Gründung Anfang der 2000er Jahre aktiv mit, zeitweilig war er Mitglied im Rat von Attac.
Seine Publikationen befassen sich u. a. mit politischer und gewerkschaftlicher Bildungsarbeit. Ein weiterer Schwerpunkt ist die generelle Arbeitszeitverkürzung, die er in einem Artikel von 2010 als emanzipatorisches, kulturelles und demokratisches Projekt bezeichnete. Die Prekarisierung stehe der Verwirklichung jedoch im Weg.
Stephan Krull ist verheiratet und lebte bis 2021 in Magdeburg, jetzt in Hamburg.

## Veröffentlichungen
als Herausgeber und Autor
- gemeinsam mit Mario Candeias (Hrsg.): Spurwechsel. Studien zu Mobilitätsindustrien, Beschäftigungspotenzialen und alternativer Produktion. VSA Verlag, Hamburg 2022, ISBN 978-3-96488-123-6.
- gemeinsam mit Johannes Schulten und Jörn Böwe: „E-Mobilität, ist das die Lösung – eine Befragung von Beschäftigten zum sozial-ökologischen Umbau der Autoindustrie“, Rosa-Luxemburg-Stiftung, Juni 2021 (https://www.rosalux.de/publikation/id/44586/e-mobilitaet-ist-das-die-loesung)
- Herausgeber: „Wir sind noch nicht fertig!“ Beiträge zur politisch-kulturellen Bildungsarbeit von Arbeit und Leben in Wolfsburg, Aufsatzsammlung,  Schöneworth-Verlag, Dähre 2015, ISBN 978-3-945081-05-1
  - Wolfsburg: Zwischen Identifikation und Verdrängung, S. 61–84
- Herausgeber: Volksburg Wolfswagen. 75 Jahre „Stadt des KdF-Wagen“, 1. Aufl., Verlag Ossietzky, Hannover 2013, ISBN 978-3-944545-01-1
- mit Sabine Gruber, Frigga Haug: Arbeiten wie noch nie!? Unterwegs zur kollektiven Handlungsfähigkeit. Argument Verlag, Hamburg 2010, ISBN 978-3-86754-308-8
  - Aus der arbeitspolitischen  Defensive zur Befreiung der Arbeit? S. 63–88
- Schritte aus der Krise. Arbeitszeitverkürzung, Mindestlohn, Grundeinkommen (=Reader der Attac AG ArbeitFairTeilen), Mitherausgeber, VSA, Hamburg 2009, ISBN 978-3-89965-393-9.[8]
  - Der Kampf um die Zeit: für einen neuen Anlauf zur Arbeitszeitverkürzung, S. 43–53

Beiträge
- Zur Rolle von KPD, DKP  und SDAJ, in: Gerd Weiberg, Wolf-Dieter Mechler (Hrsg.): Ansichten der Revolte Hannover 1967–1969, Offizin-Verlag, Hannover 2018, ISBN 978-3-945447-18-5, S. 43–51
- Wildwest überall – Nokia in Bochum, Continental in Mexiko, in: Mechthild Dortmund (Hrsg.): „Einen Tag länger als die Continental.“ Der Sieg der Arbeiter von Euzkadi/Mexiko über einen internationalen Konzern, Verlag Region + Geschichte, Neustadt 2008, ISBN 978-3-930726-13-4, S. 119–125